# Gödöllő
Gödöllő [ˈgødølːøː] (deutsch Getterle) ist eine Stadt im ungarischen Komitat Pest.

## Lage
Gödöllő liegt ca. 30 km nordöstlich von Budapest, erstreckt sich über 6.198 ha Fläche und hat 34.396 Einwohner (Stand 2011).

## Geschichte
Zwei Gräberfunde bei Gödöllő belegen eine Besiedelung bereits im Übergang von der Frühlatène (LTB II) zur Mittellatène (LTC I), ungefähr 399 bis 200 v. Chr. Das wichtigste Fundobjekt ist ein Schwert mit dem Oberteil der Schwertscheide, die mit gold-inkrustierten Tierköpfen verziert ist. Der Fund befindet sich heute im Ungarischen Nationalmuseum (Magyar Nemzeti Múzeum).
Das Gebiet der Ortschaft war nachweislich seit dem 14. Jahrhundert schwach besiedelt; die ohnehin geringe Bevölkerungszahl verringerte sich während der Türkenherrschaft (seit 1541) noch weiter.
Der Aufstieg Gödöllős begann 1737, als das Dorf von dem bedeutenden ungarischen Großgrundbesitzer Antal Grassalkovich I. erworben wurde, der seit 1741 hier als Stammsitz seiner Familie mit Schloss Gödöllő Ungarns größtes Barockpalais erbauen ließ. Auch das Dorf profitierte von seinem Gestaltungswillen: durch Bauten, die Ansiedlung deutscher Handwerker und das Marktrecht 1763.
Nach dem Niedergang der Familie Grassalkovich erwarb schließlich der ungarische Staat das Gut und machte es dem (österreichischen Kaiser und ungarischen) König Franz Joseph I. 1867 zum Geschenk zur Krönungsfeier im Anschluss an den Österreichisch-Ungarischen Ausgleich. Die häufigen Besuche des Herrscherpaares und besonders von Königin Elisabeth führten zu einem Aufschwung Gödöllős als mondäner Sommerfrische für Budapester Adelsfamilien mit aller dazugehörenden Infrastruktur. Diese Funktion behielt das Städtchen in verkleinertem Rahmen auch in der Zwischenkriegszeit als Sommersitz des ungarischen Reichsverwesers Miklós Horthy bei.
Während der kommunistischen Herrschaft wurde, um den „bourgeoisen“ Eindruck des Ortes abzumildern, viel Industrie angesiedelt, aber auch der Hauptsitz der agrarwissenschaftlichen Szent-István-Universität Gödöllő.
Seit dem 1. Januar 1966 hat Gödöllő Stadtrecht.
Nach der Wende von 1989 hatte die Stadt den schwierigen Transformationsprozess hin zur Dienstleistungsgesellschaft zu bewältigen. Nach dem Abzug der letzten im königlichen Schloss einquartierten sowjetischen Truppen 1990 wurde dieses weitestgehend restauriert und zu einem Kulturzentrum umgebaut. Im Schloss können Räumlichkeiten für Festivitäten (z. B. Hochzeiten) angemietet werden.

## Sehenswürdigkeiten und Freizeit
- Schloss Grassalkovich
- Reformierte Kirche
- Basilika Mariä Himmelfahrt in Máriabesnyő, erbaut in den 1760er Jahren
- Mariensäule, errichtet vom österreichischen Bildhauer Martin Vögerl. In Nitra, Kremnica und Hainburg an der Donau stehen weitere seiner Marien- und Dreifaltigkeitssäulen.
- Gödöllői Kisvasút, Museumsbahn
- Botanischer Garten der Ungarischen Universität für Landwirtschaft und Biowissenschaften
  - dort ⊙ steht der riesige Wildbirnbaum Vén Vackorfa[2], welcher 2014 als Vertreter Ungarns am Wettbewerb „Europäischer Baum des Jahres“[3] teilnahm.

In der Nähe von Gödöllő wurde der Hungaroring für Formel-1-Rennen samt einem Erlebnispark errichtet. Nächstgelegene Badeorte: Erlebnispark bei Hungaroring und Veresegyház.

## Galerie

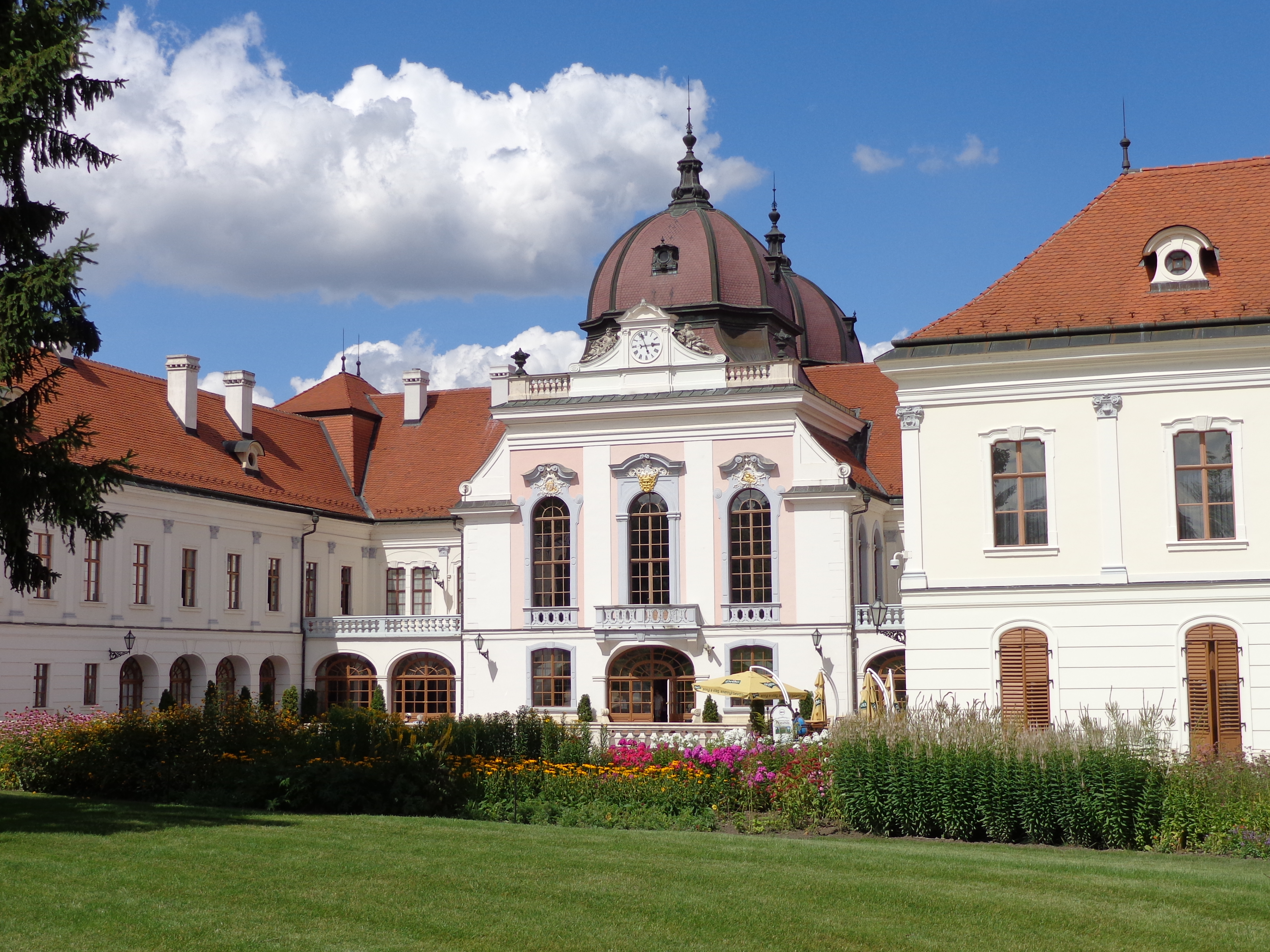
Schloss Gödöllő
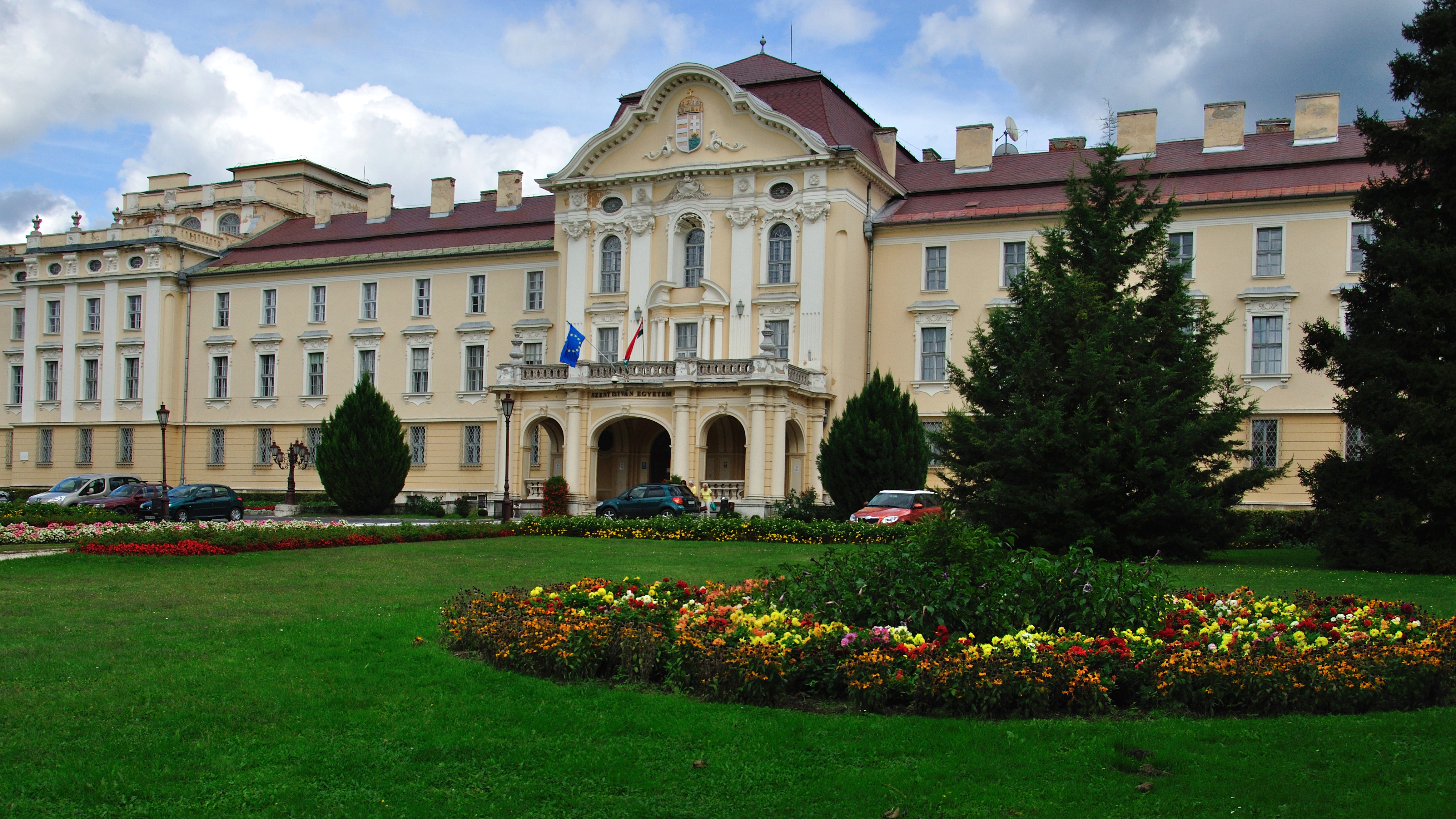
Szent-István-Universität
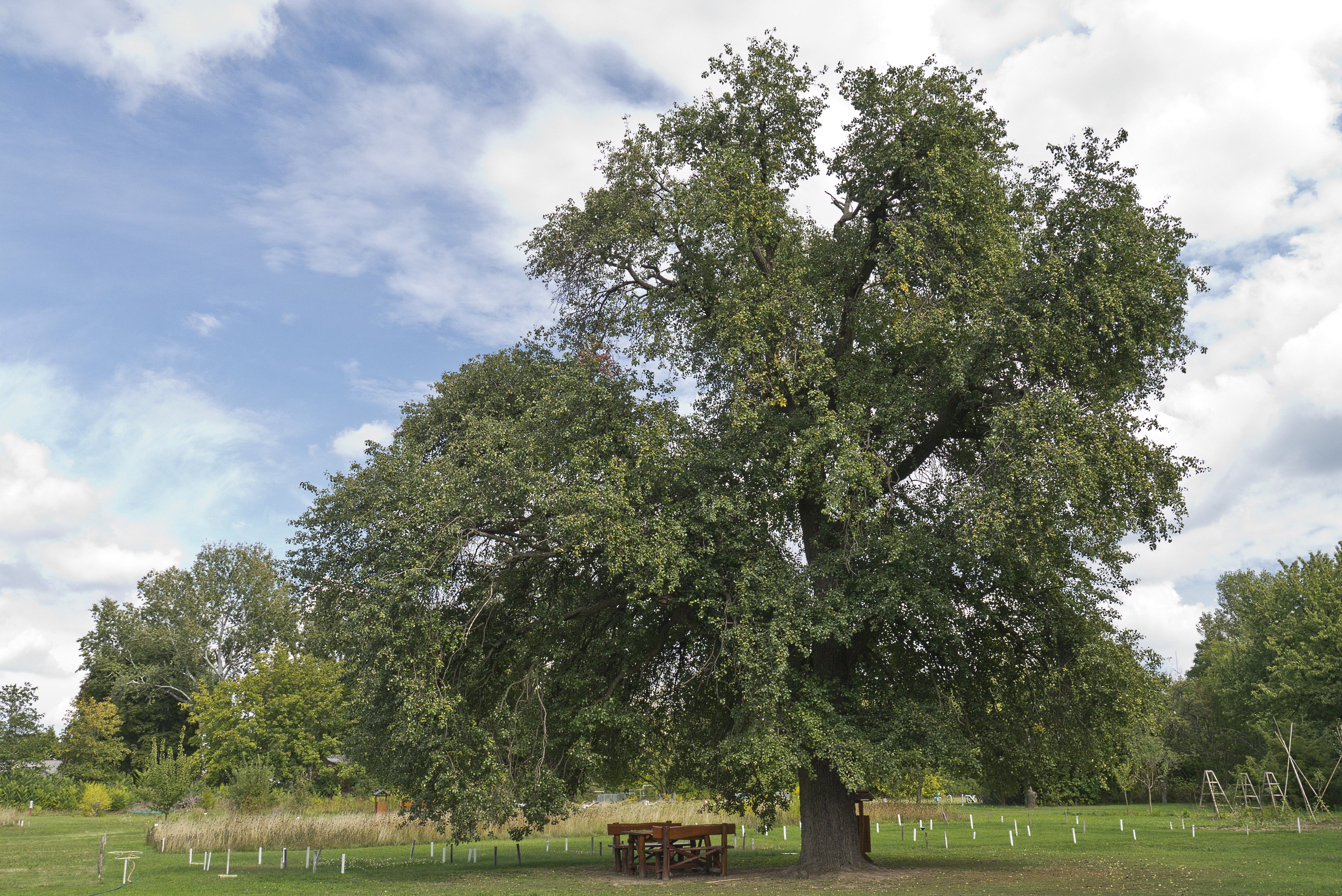
Wildbirne Vén Vackorfa im Botanischen Garten
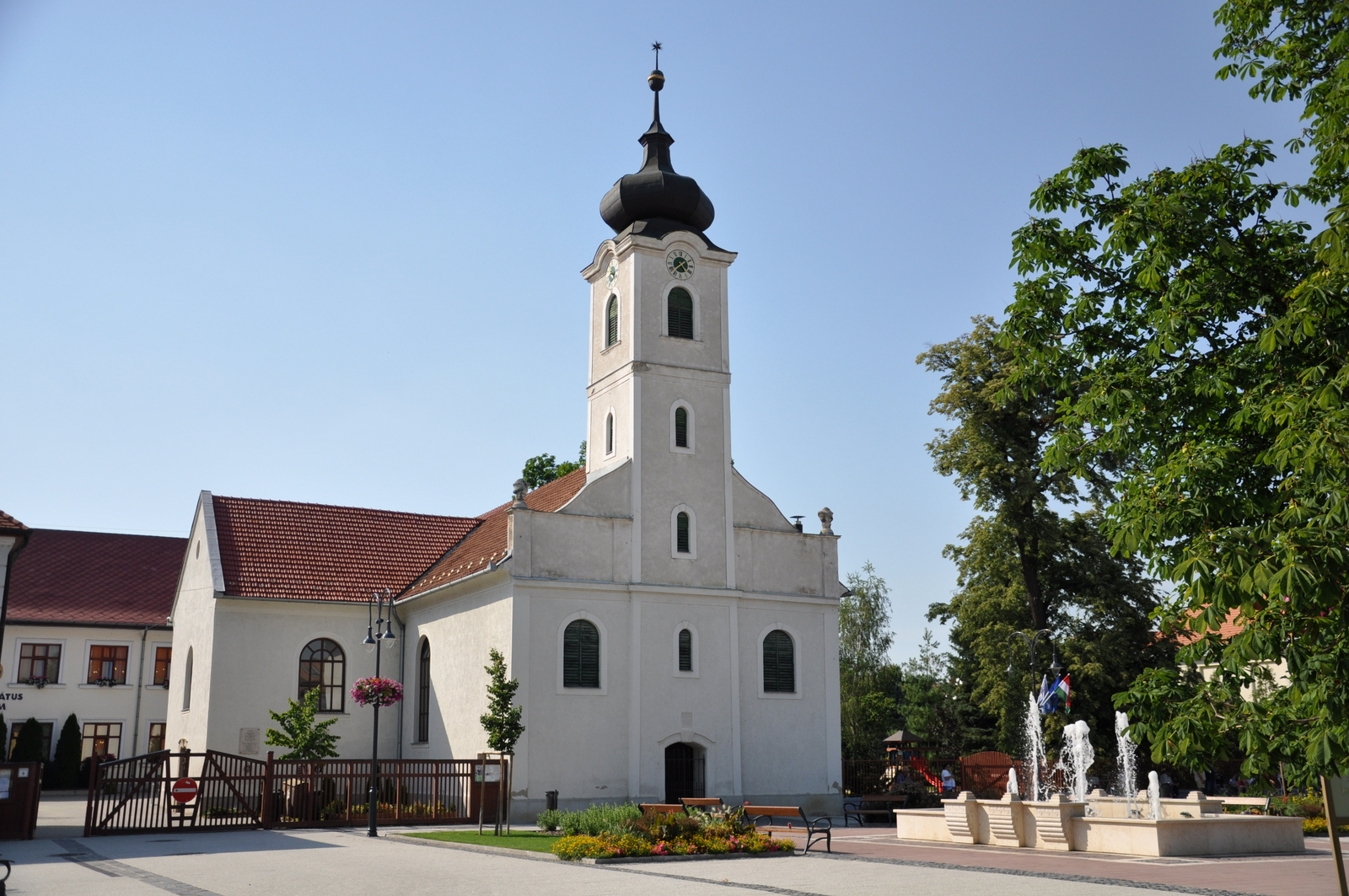
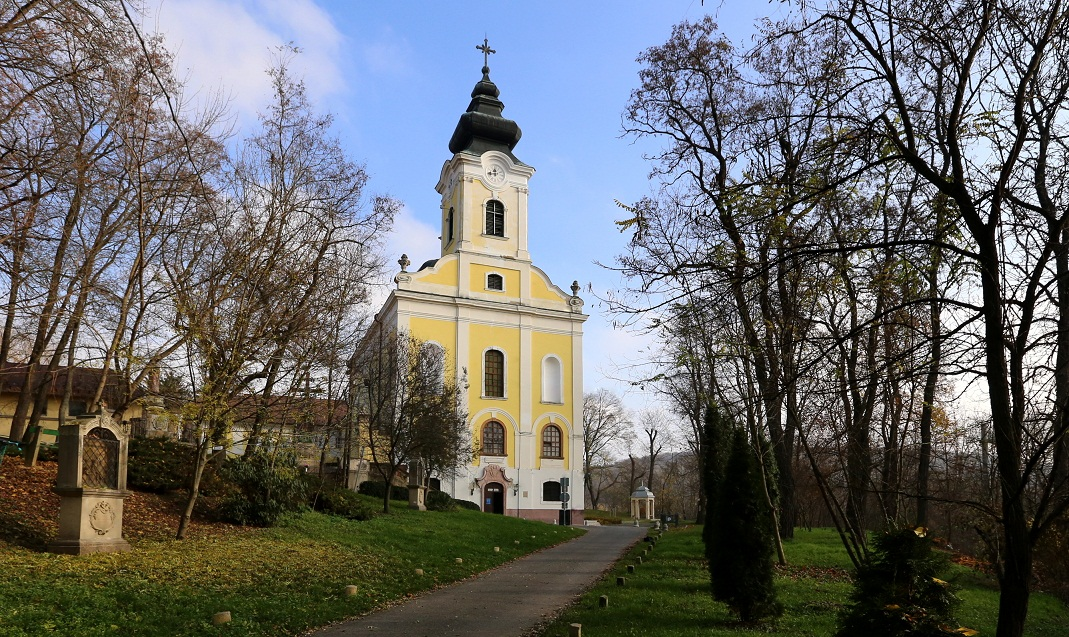
Pfarrkirche Mariä Himmelfahrt
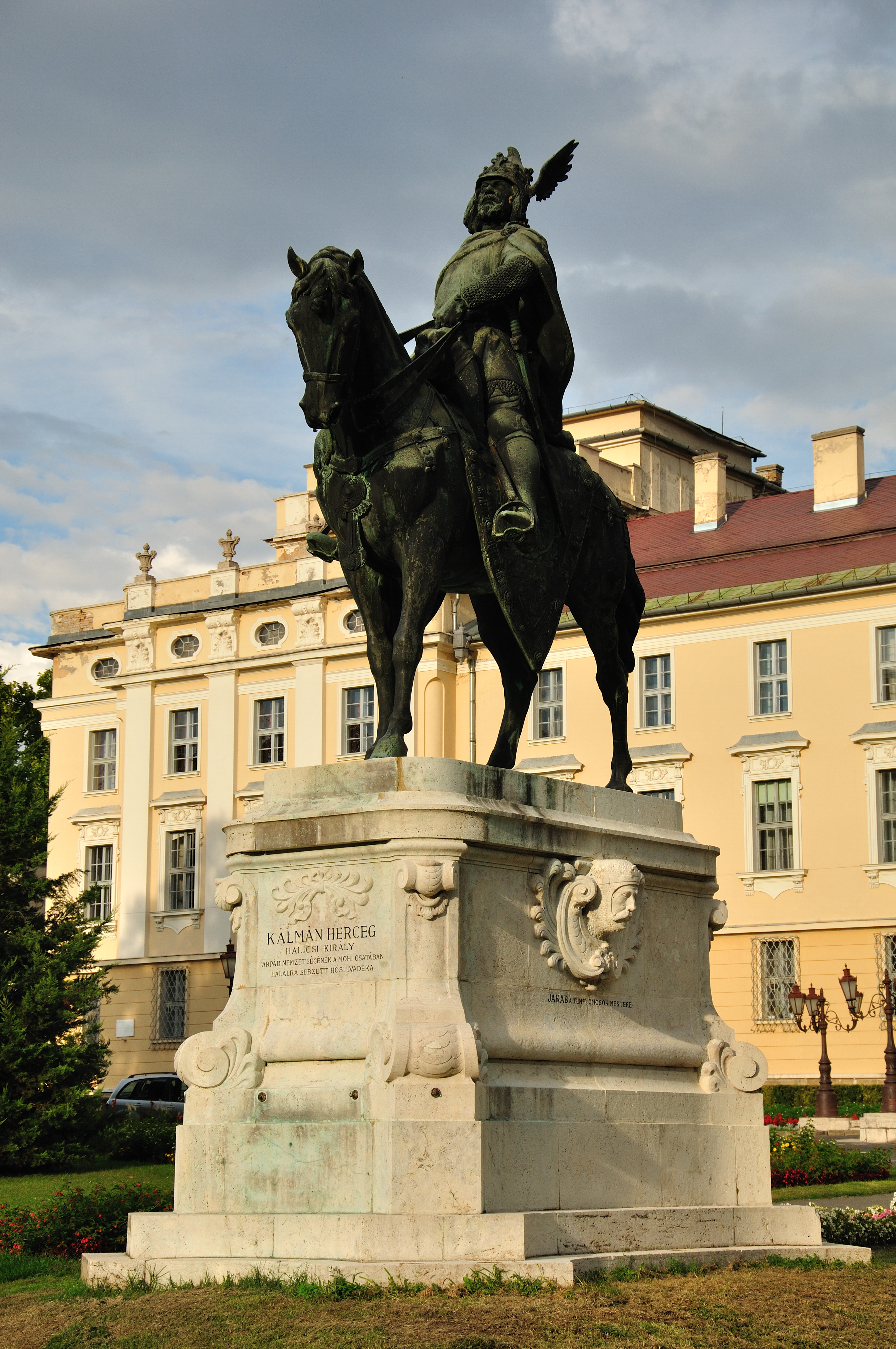
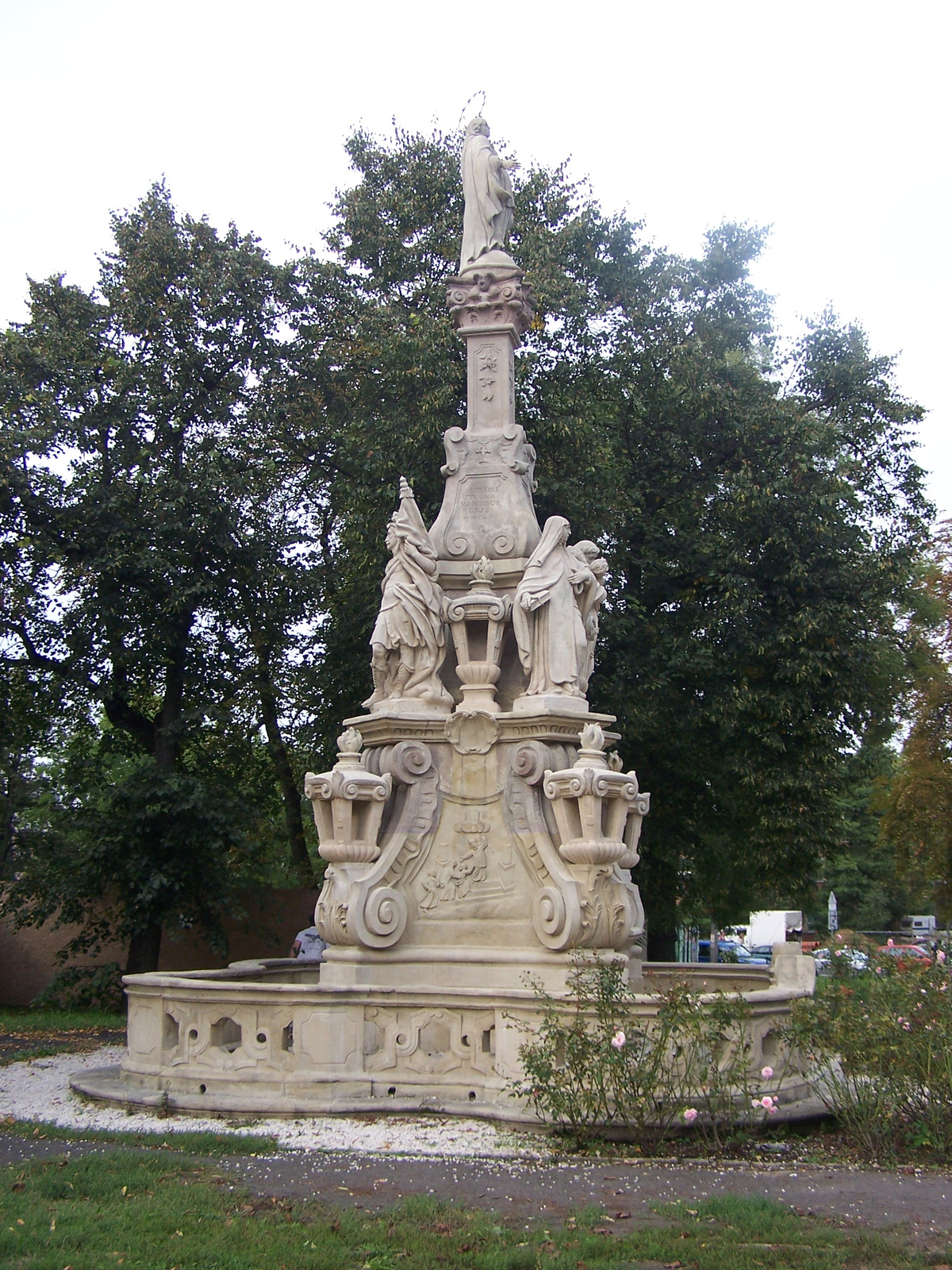
Mariensäule Martin Vögerl

## Städtepartnerschaften
- Aichach, Deutschland
- Bad Ischl, Österreich
- Bogor, Indonesien
- Gießen, Deutschland
- Laxenburg, Österreich
- Turnhout, Belgien
- Valdemoro, Spanien
- Wageningen, Niederlande

## Persönlichkeiten
- Csanád Gémesi (* 1986), Säbelfechter
- Noémi Kiss (* 1974), Schriftstellerin